# 1638
1638 (MDCXXXVIII) je bilo navadno leto, ki se je po gregorijanskem koledarju začelo na petek, po 10 dni počasnejšem julijanskem koledarju pa na ponedeljek.

## Dogodki
- v pokolu pri Šimabari so pobiti zadnji kristjani na Japonskem.
- Nizozemska zavzame portugalski Cejlon.

## Rojstva
- 15. marec - Šundži, drugi cesar kitajske dinastije Čing († 1661)
- 6. avgust - Nicolas Malebranche, francoski filozof († 1715)
- 5. september - Ludvik XIV., francoski kralj († 1715)
- 22. november - Krištof Cellarius,  nemški klasični učenjak († 1707)
- november - James Gregory, škotski matematik, astronom († 1675)

## Smrti
- 6. maj - Cornelius Jansen, flamski katoliški škof in teolog (* 1585)
- 6. september - Adriaan Metius, nizozemski matematik, astronom (* 1571)